# 캐니어닝

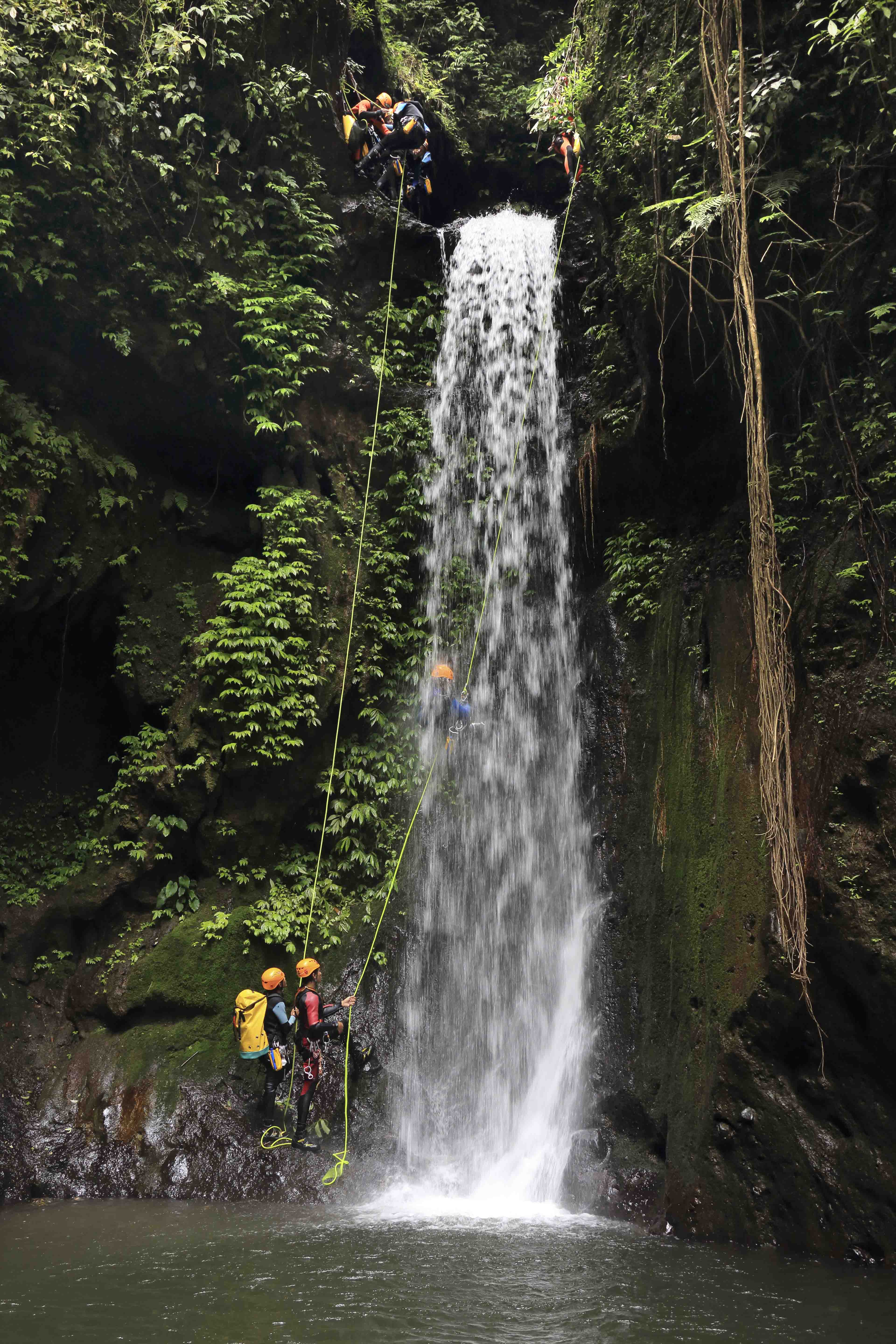
인도네시아 발리에서.

캐니어닝(영어: Canyoning)은 계곡 (캐니언)에서 급류를 타고 내려가는 스포츠이다.